# スヴャトスラフ・ヤロスラヴィチ (ムーロム公)
スヴャトスラフ・ヤロスラヴィチ（ロシア語: Святослав Ярославич、? - 1145年）は、ヤロスラフ・スヴャトスラヴィチの子である。リャザン公：1129年 - 1143年、ムーロム公：1143年 - 1145年。

## 生涯
1129年、ムーロム公位にあった父の死後、ムーロム公国の一部を弟のロスチスラフと共に共同で統治した。すなわち、スヴャトスラフはリャザン公国を統治し、ロスチスラフはプロンスク公国を統治した。
1143年の冬、兄のユーリーが死んだ後に、スヴャトスラフはムーロム公位に就き、弟のロスチスラフはリャザン公となった。
1145年、ムーロムで死亡した 。

## 子
- ダヴィド - プロンスク公（1143年 - 1146年）、リャザン公（1147年）
- イーゴリ - リャザン公（1148年）
- ウラジーミル - ムーロム公（1147年 - 1149年）、リャザン大公（1153年 - 1161年）
- 子（名は不明）